# نادرست (فیلم)
نادرست (انگلیسی: Wrong) فیلمی در ژانر کمدی به کارگردانی موسیو وزو است که در سال ۲۰۱۲ منتشر شد. از بازیگران آن می‌توان به آلکسیس دزینا، آردن میرین، گری والنتین، ریگان برنس و ویلیام فیکنر اشاره کرد.